# Closteriaceae
Closteriaceae es una familia de algas, pertenecientes al orden Desmidiales.

## Géneros
- Closterium
- Spinoclosterium